# Servicio de Comunicación Audiovisual Nacional
El Servicio de Comunicación Audiovisual Nacional, conocido como Medios Públicos, es el servicio público de comunicación audiovisual de Uruguay y quien se encarga de dirigir la radiodifusión y la televisión nacional.  
Los cometidos principales de este servicio son brindarle a la ciudadanía el derecho a comunicar y a recibir la información para el ejercicio pleno de la libertad de expresión. Dicho servicio garantiza también el derecho al acceso de la  información y opiniones, así como  el de promover la producción audiovisual nacional, la promoción del conocimiento, las artes, la ciencia, la historia y la cultura.

## Creación
El SeCaN fue creado mediante el Decreto N° 391 en diciembre de 2014 como parte de la estructura del Ministerio de Educación y Cultura.
Este nuevo servicio sustituyó a los dos órganos que estaban anteriormente encargados de la radio y la televisión: uno de ellos fue el Servicio de Televisión Nacional Canal 5, encargado de gestionar la televisión pública; y el Servicio de Difusión Radiotelevision y Espectáculos, órgano que desde su creación en 1929, era el encargado de dirigir las Radios Oficiales hasta el año 2016, año en que comienzan a depender del del SeCaN, es por eso que a partir de ese año, el SODRE pasa a denominarse como Servicio Oficial de Difusión, Representaciones y Espectáculos. 

### Integración
Este servicio está integrado por un Consejo Directivo, un Consejo Asesor y tres direcciones. 
| Presidenta                          | Presidenta                          | Erika Hoffmann   |
| Dirección de Radiodifusión Nacional | Dirección de Radiodifusión Nacional | Daniel Ayala     |
| Dirección de Televisión Nacional    | Dirección de Televisión Nacional    | Erika Hoffmann   |
|                                     | Dirección de Informativos           | Sergio Silvestri |
|                                     | Gerencia de Contenidos              | Vacante          |
|                                     | Vocal                               | Adriana Asti     |

## Medios

### Televisión
| Logo | Canal                     | Inicio de transmisiones        | Formato de Imagen |
| ---- | ------------------------- | ------------------------------ | ----------------- |
|      | Canal 5 Canal generalista | 19 de junio de 1963 (62 años)  | SD y HD           |
|      | Canal 8 Canal generalista | 15 de agosto de 1969 (55 años) |                   |

### Radio
| Logo | Emisora                          | Inicio de transmisiones           |
| ---- | -------------------------------- | --------------------------------- |
|      | Radio Uruguay generalista        | 30 de abril de 1936 (89 años)     |
|      | Babel FM musical                 | 18 de diciembre de 1972 (52 años) |
|      | Cultura cultural                 | 1 de abril de 1936 (89 años)      |
|      | Clásica clásica                  | 18 de diciembre de 1929 (95 años) |
|      | Radios regionales FM generalista | 18 de diciembre de 2017 (7 años)  |

### Portal
Cuenta desde 2021 con el portal mediospublicos.uy en el cual unifica toda la información de sus servicios informativos, como también el contenido de sus programas. 

### Cine y audiovisual
Agencia del Cine y el Audiovisual Nacional

## Autoridades
| Presidentes        | Partidos             | Periodos                                |
| ------------------ | -------------------- | --------------------------------------- |
| Erika Hoffmann     | Frente Amplio        | 1 de marzo de 2025                      |
| Carlos Muñoz       | Coalición Multicolor | 5 de julio de 2024 - 1 de marzo de 2025 |
| Gerardo Sotelo     | Coalición Multicolor | mayo de 2020 - 5 de julio de 2024       |
| Carlos Muñoz       | Coalición Multicolor | 1 de marzo - abril de 2020              |
| Ernesto Kreimerman | Frente Amplio        | 2018 - 2020                             |
| Adriana González   | Frente Amplio        | 2016 - 2017                             |